# Franz Peter Buhl

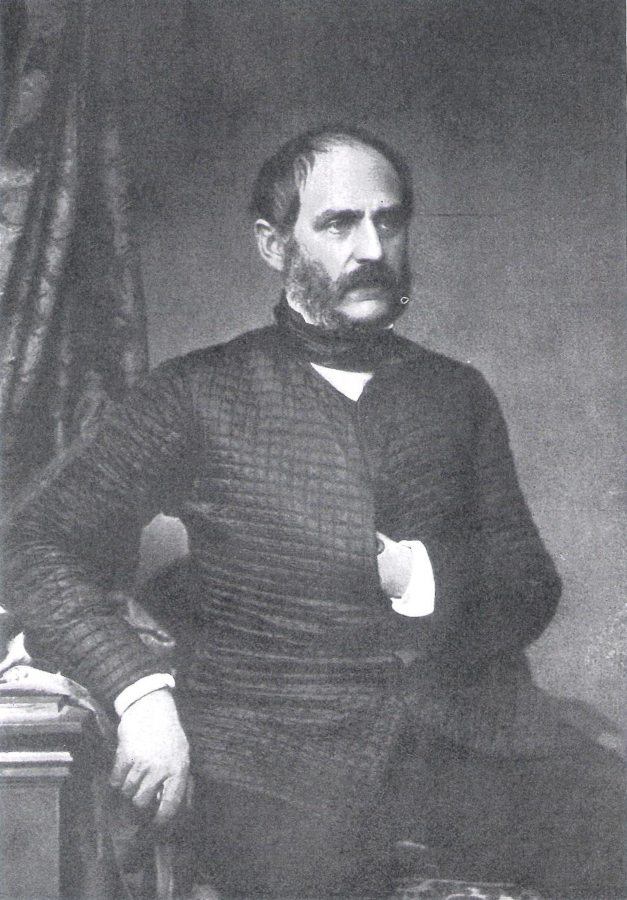
Franz Peter Buhl

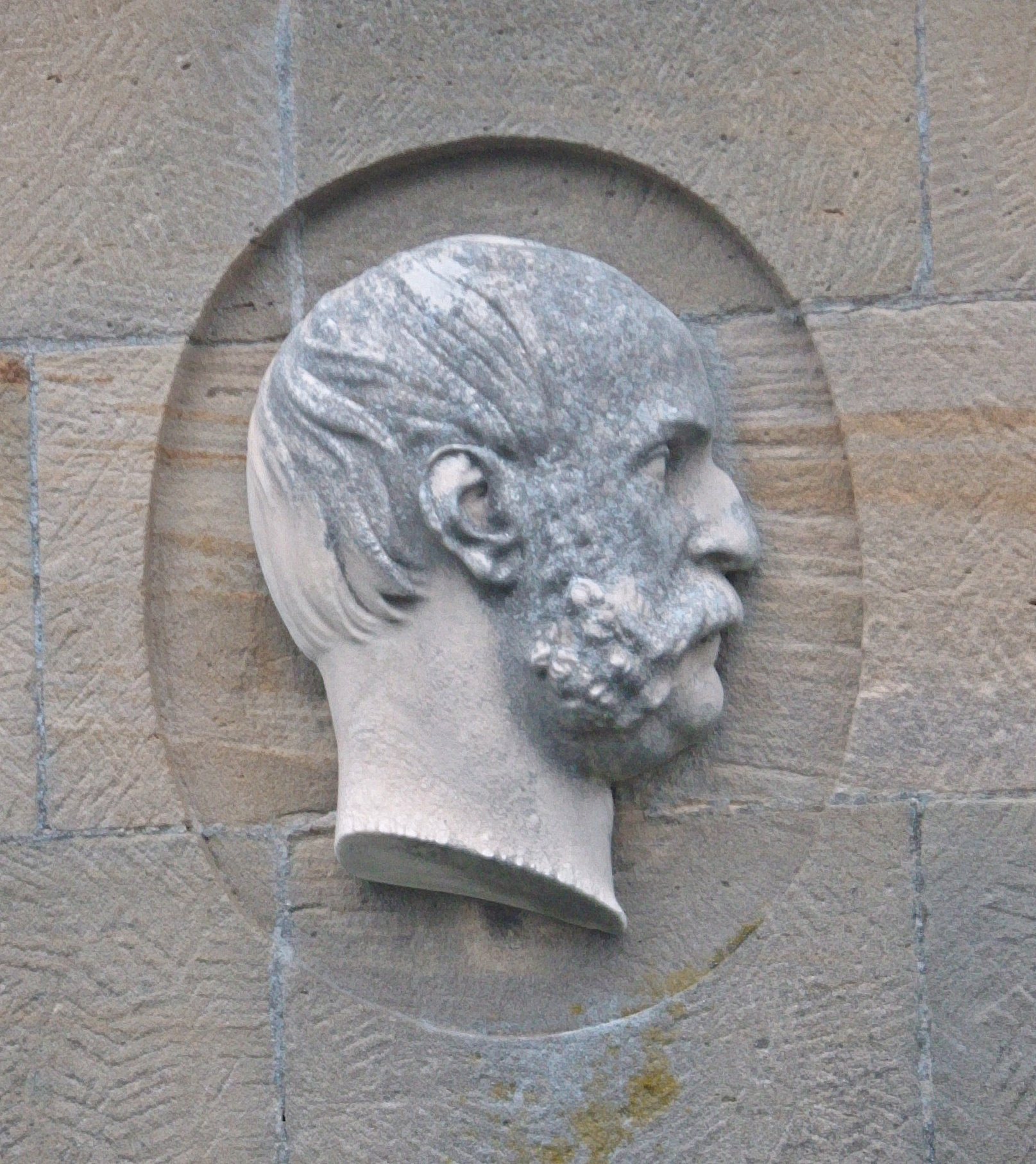
Zeitgenössische Büste vom Grab, Friedhof Deidesheim

Franz Peter Buhl (* 21. September 1809 in Ettlingen; † 11. August 1862 in Coburg) war ein deutscher Politiker und Winzer in Deidesheim.

## Familie und Weingut
Buhls Eltern waren Franz Anton Christoph Buhl (1779–1844), Bürgermeister von Ettlingen und Abgeordneter der badischen Abgeordnetenkammer, und Maria Barbara Jordan (1783–1842), die Schwester des Landtagsabgeordneten Andreas Jordan (1775–1848).
Buhl heiratete 1836 die Tochter Andreas Jordans, Josephine (1813–1872), und ließ sich noch im gleichen Jahr in Deidesheim nieder.
Über das Erbe seiner Mutter und das Erbe seiner Frau erlangte Buhl einen Teil der renommierten Weingüter der Brüder Peter Heinrich Jordan, verstorben 1830, und Andreas Jordan, verstorben 1848. Er gründete damit 1849 das Weingut F. P. Buhl in Deidesheim. Buhl war ein Förderer des Qualitätsweinbaus, unter anderem wird ihm die Einführung geteilter Lesekübel zugeschrieben, mit dem die Weinlese selektiv nach Qualitätskriterien vorgenommen werden konnte.
Mit seiner Frau hatte Buhl drei Söhne: Franz Armand (1837–1896), Mitglied des Reichstags und der Kammer der Reichsräte, Eugen (1841–1910), Mitglied der Kammer der Reichsräte und der Kammer der Abgeordneten, und Heinrich (1848–1907), Professor für Rechtswissenschaften in Heidelberg.
Ein Enkel Buhls war Franz Eberhard Buhl (1867–1921), Mitglied der Kammer der Reichsräte und der Kammer der Abgeordneten.

## Politisches Wirken

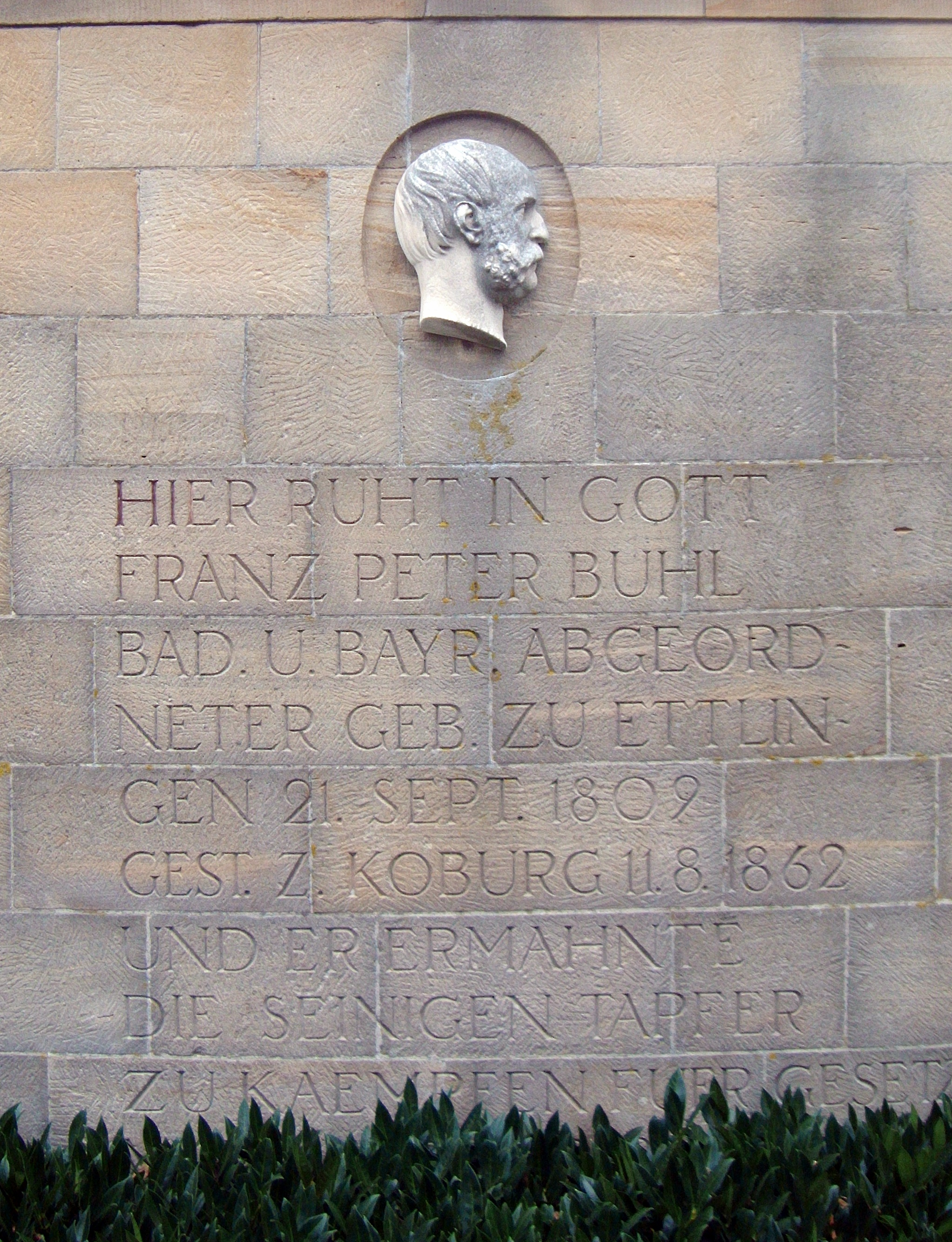
Grab, Friedhof Deidesheim

Buhls Weingut in Deidesheim spielte eine wichtige Rolle im Vormärz; es diente – wie Itzsteins Gut in Hallgarten – als Treffpunkt oppositioneller Abgeordneter. Hierdurch und über die Kontakte seines Vaters schloss er Bekanntschaft mit führenden Liberalen wie Heinrich von Gagern und Friedrich Daniel Bassermann.
1844 wurde Buhl mit Unterstützung Itzsteins Abgeordneter für den Wahlkreis Waldshut-Tiengen in der Zweiten Kammer der Badischen Ständeversammlung. 1847 war er einer der Financiers der Deutschen Zeitung (1847–1850) und nahm im selben Jahr auf Einladung von Karl Mathy an der Heppenheimer Tagung teil.
1848 war Buhl Teilnehmer am Vorparlament. Bei der anschließenden Wahl zur Frankfurter Nationalversammlung unterlag Buhl im Wahlkreis Tiengen zweimal dem des Hochverrats angeklagten und außer Landes befindlichen Revolutionär Friedrich Hecker und konnte kein Mandat erringen.
Nach der Deutschen Revolution 1848/1849 unterstützte Buhl zunächst Lukas Jäger beim Verlegen der „Pfälzer Zeitung“. Weil Buhl allerdings eine kleindeutsche Lösung anstrebte, Jäger dagegen eine großdeutsche Lösung, widmete Buhl seine finanzielle Unterstützung zugunsten des „Pfälzischen Kuriers“ um, der ab 1859 erschien und die kleindeutsche Linie Buhls vertrat.
Durch Absprache mit seinem Schwager Ludwig Andreas Jordan löste Buhl diesen als Abgeordneten in der Kammer der Abgeordneten (Bayern) ab; von 1855 bis 1861 hatte er hier ein Mandat. Buhl gehörte hier einer Gruppe Liberaler um Karl Brater, Josef Völk und Marquard Barth an, die sich im Parlament dafür starkmachte, die Bundesverfassung des Deutschen Bundes mit der Zielsetzung einer starken zentralen Gewalt zu überarbeiten.
Buhls Weingut ein Deidesheim wurde in einer Zeit des Aufschwungs der liberalen Bewegung wieder ein Treffpunkt für zahlreiche Politiker aus vielen deutschen Staaten, die Buhl allerdings nicht mehr richtig miterleben konnte; er starb am 11. August 1862 auf der Durchreise in Coburg.